# Hoa Lu

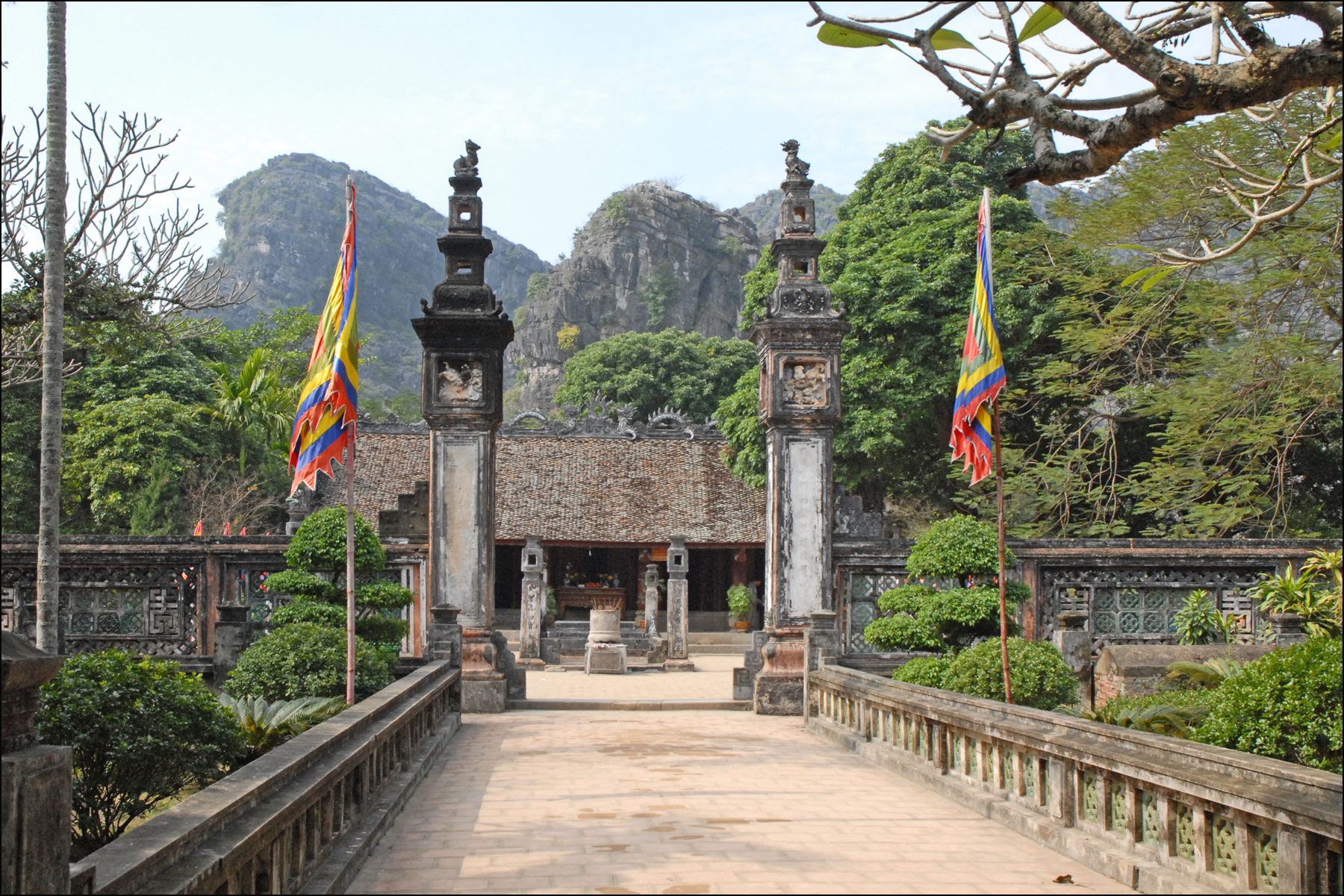
Templo em homenagem ao rei Dinh Tien Hoang, em Hoa Lu.

Hoa Lu (em vietnamita Hoa Lư) foi a antiga capital de três dinastias da história do Vietnã: dinastia de Dinh, dinastia de Lê ea dinastia de Ly. A partir desta capital, Dai Viet foi bem sucedida em algumas campanhas contra a China e Champa. Em 1010, LyCongUan decidiu transferir a capital do Dai Viet para Thang Long (hoje, é Hanoi). Hoje, Hoa Lu é um dos mais importantes sítios históricos do Vietnã. É também um dos destinos turísticos mais populares do país. HoaLu está situado na província de NinhBinh, cerca de 120 km ao sul de Hanói, a 10 km da capital provincial. Existem várias arquiteturas históricas aqui. Existem muitos templos, pagode aqui. O maior pagode do Vietnã, pagode de BaiDinh está situado no HoaLu. Existem também algumas grutas e cavernas nas áreas circundantes.

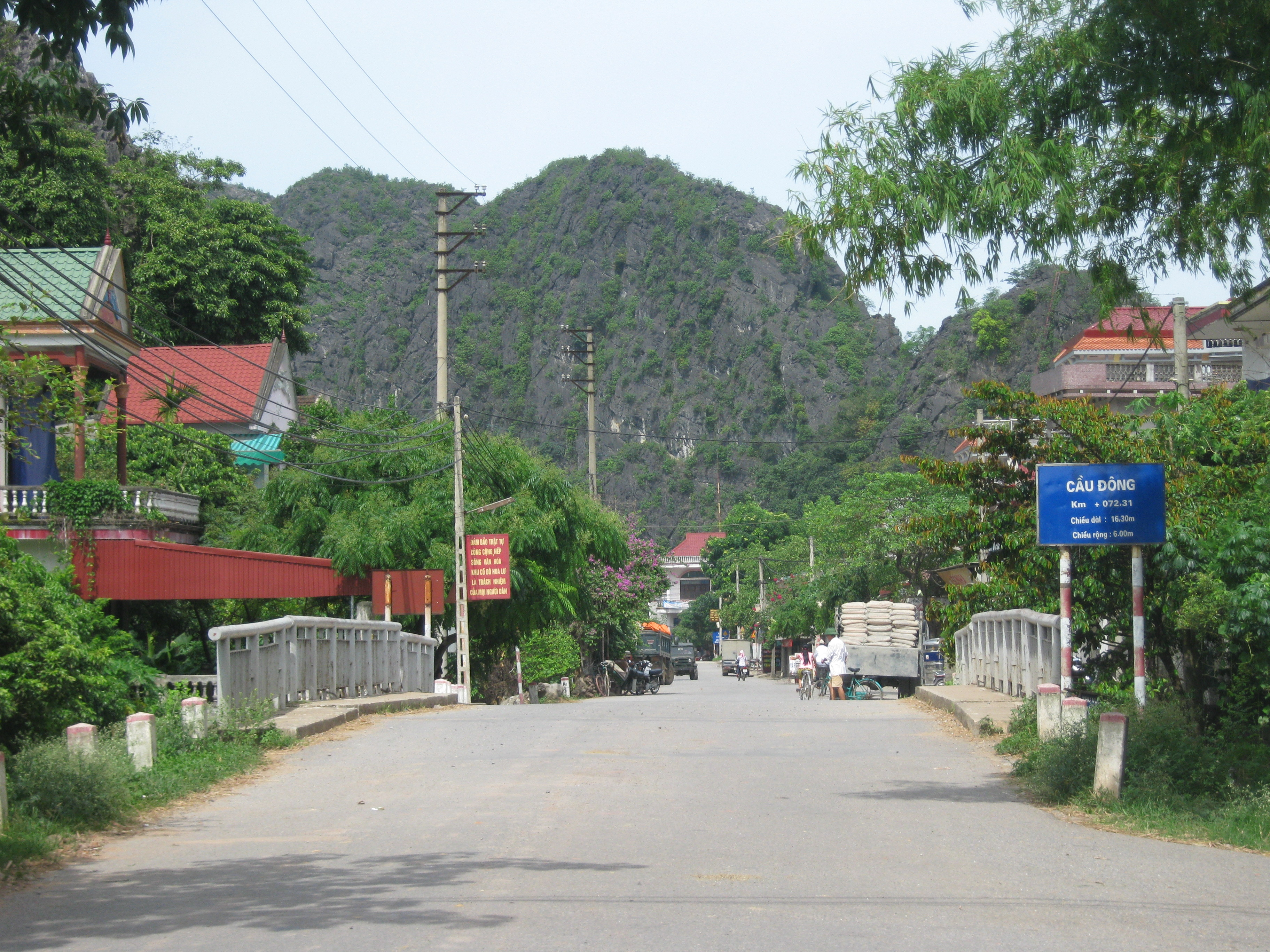
Hoa Lu Street Bridge in east
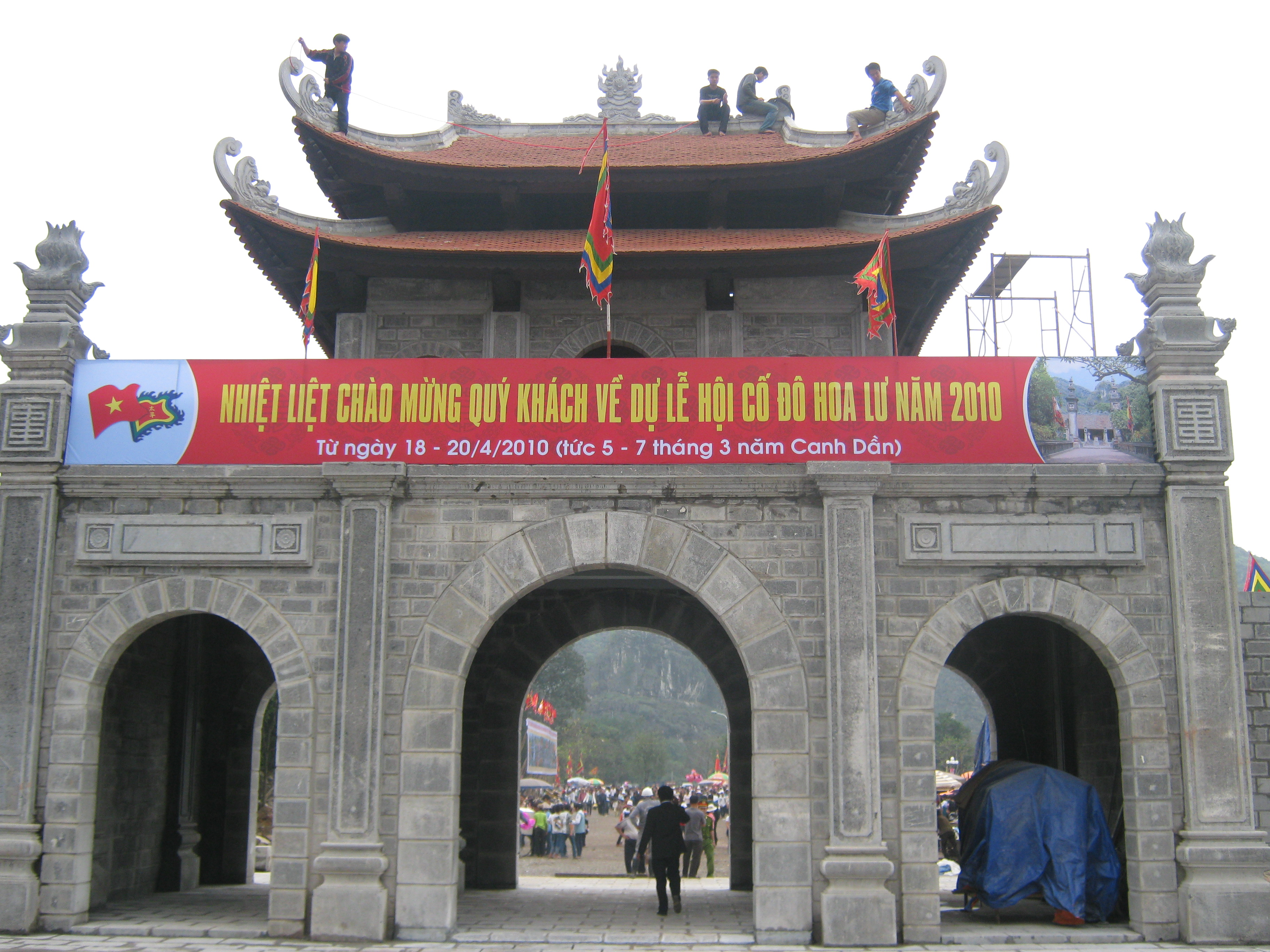
Gateway to King Dinh Tien Hoang Temple
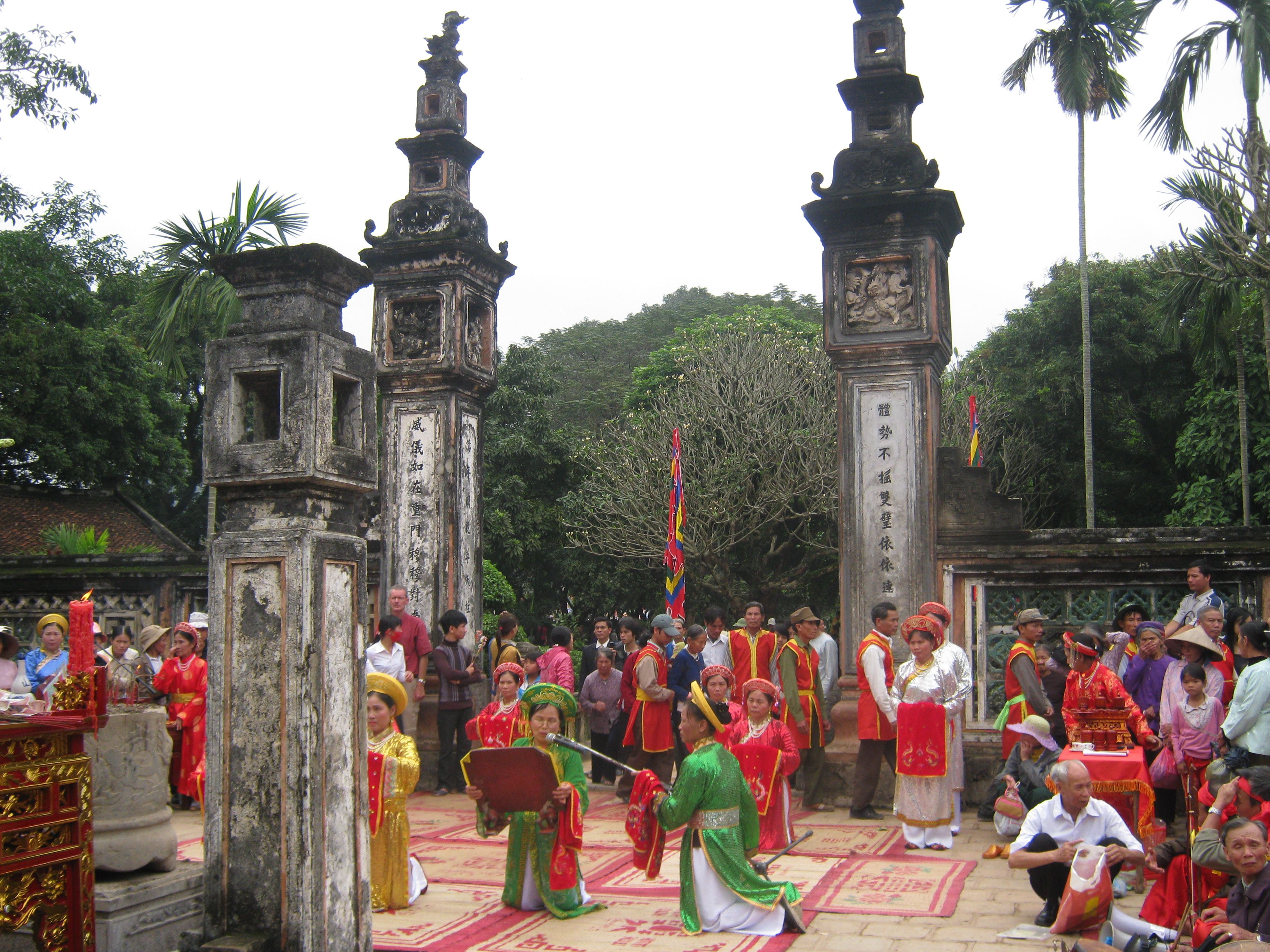
Hoa Lu ancient capital Festival
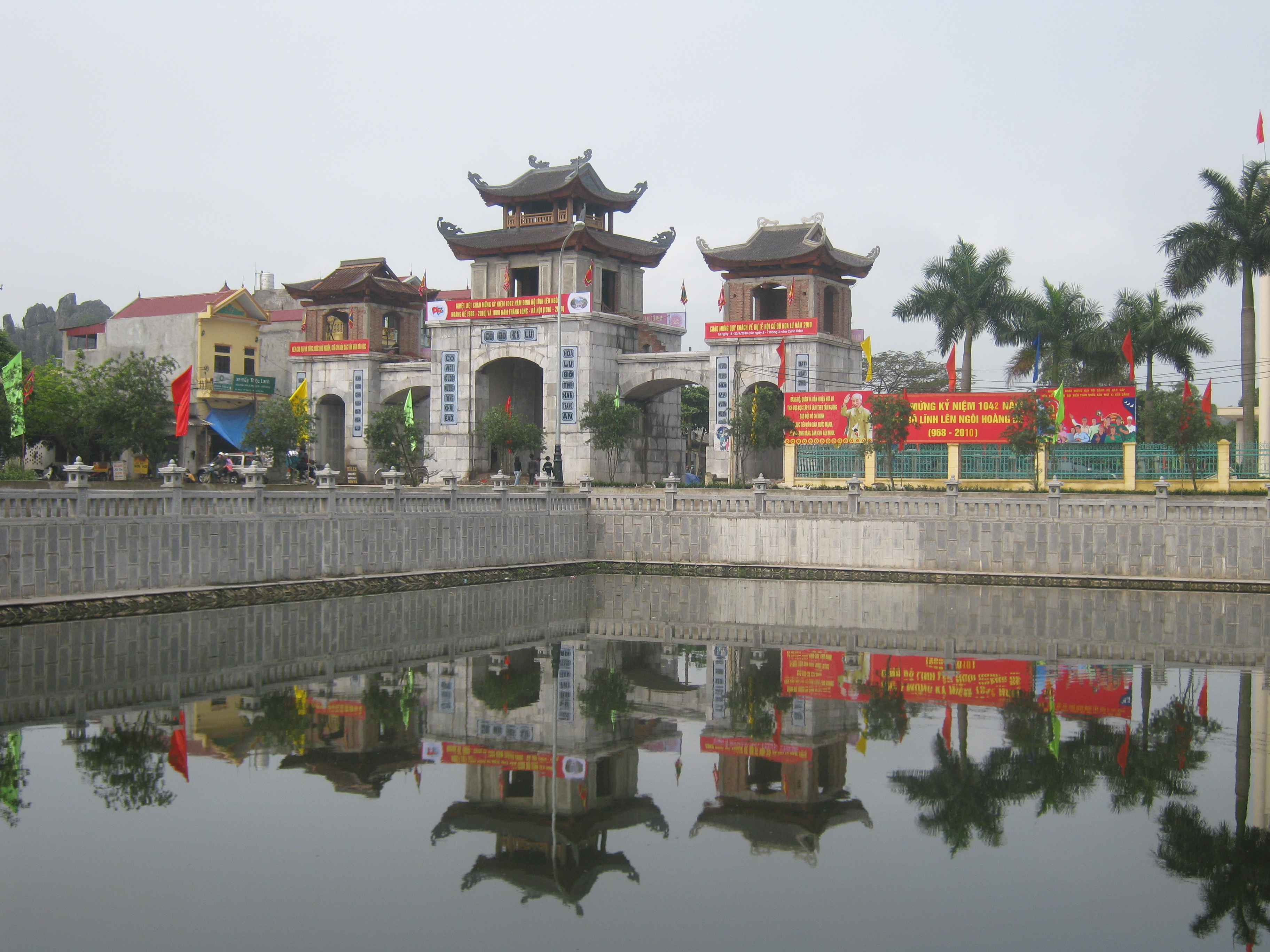
Gateway to the ancient capital of Hoa Lu
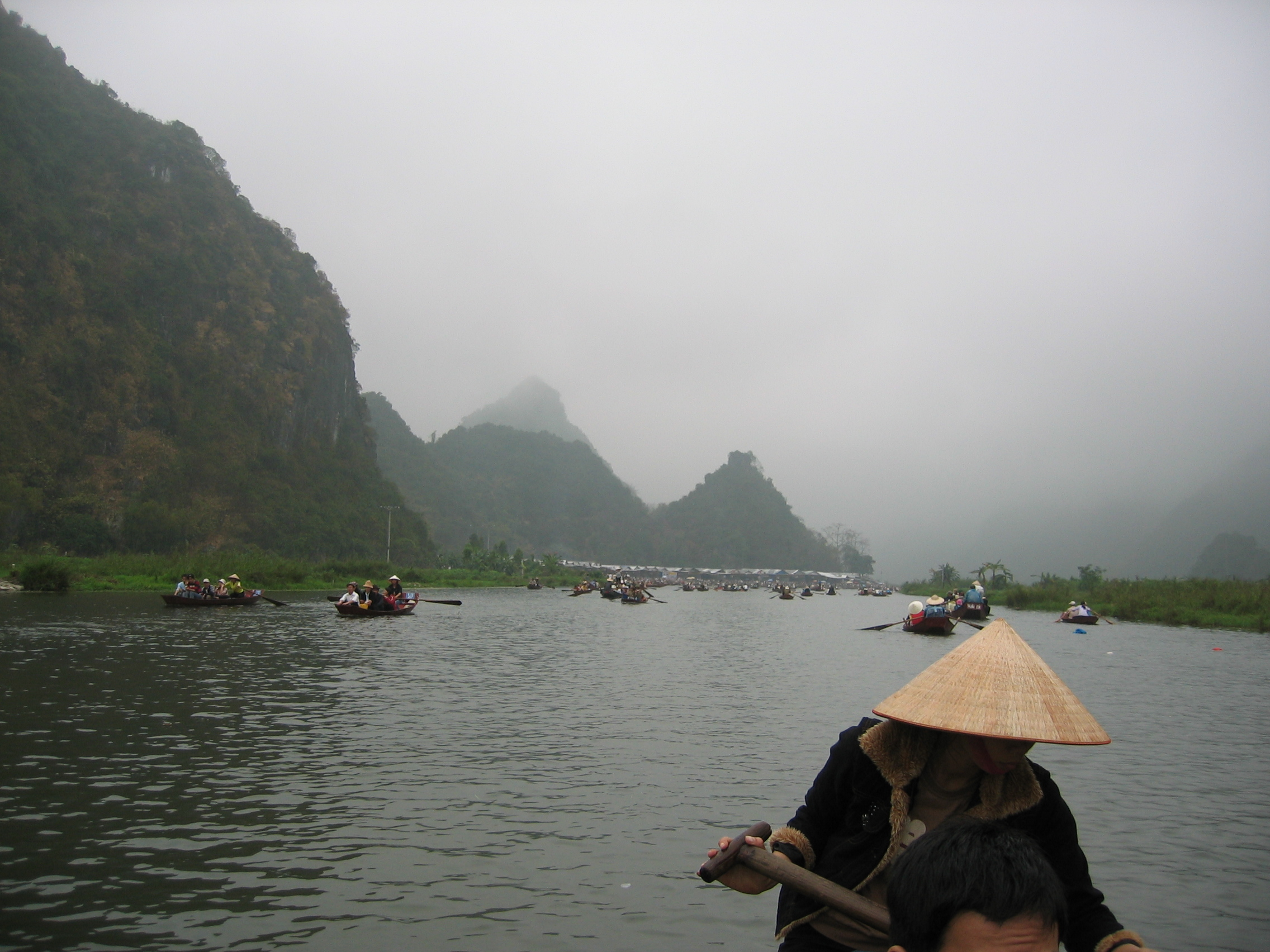
Tre grotte-Ninh Binh
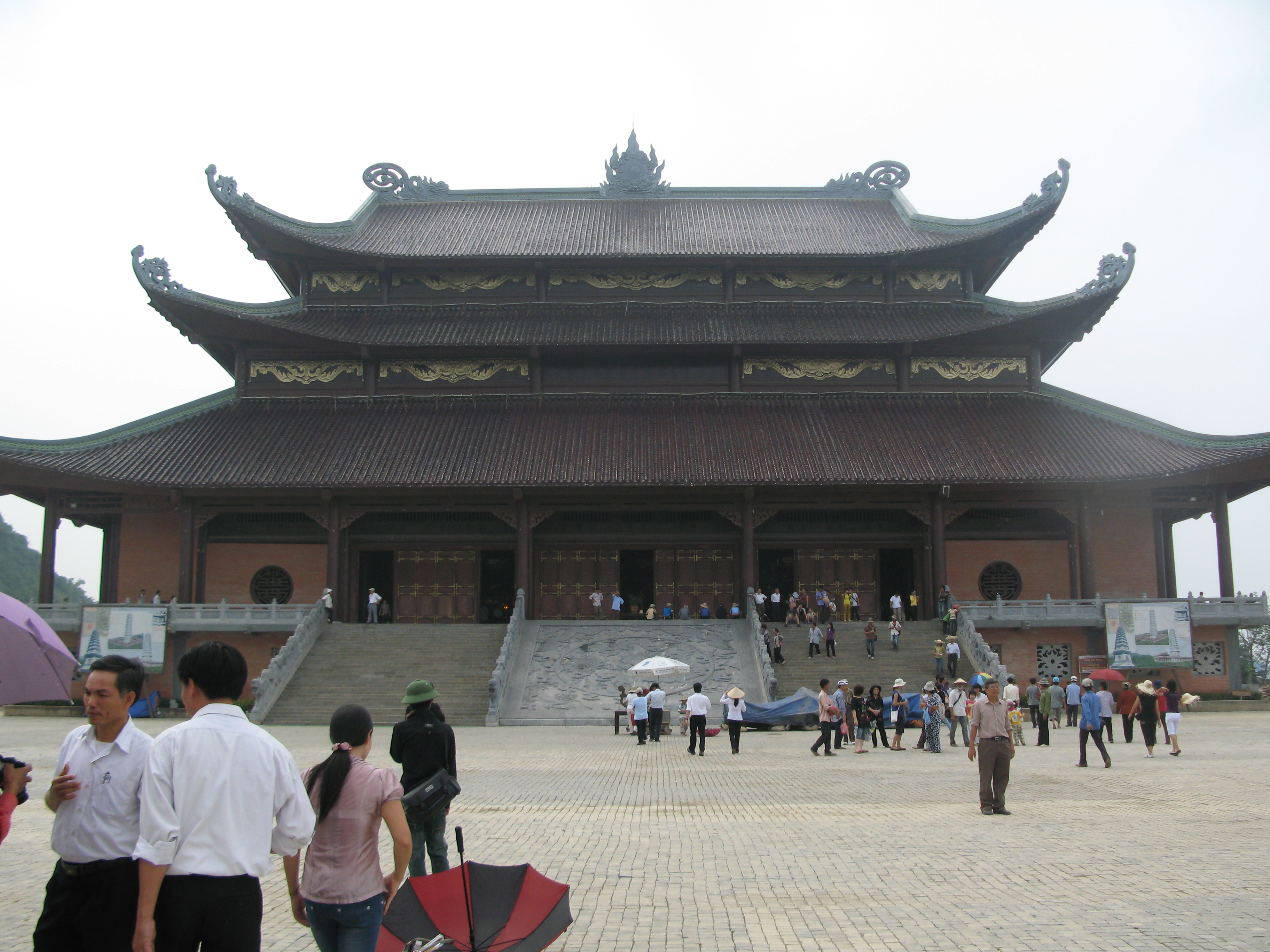
Bái Đính -Ninh Binh
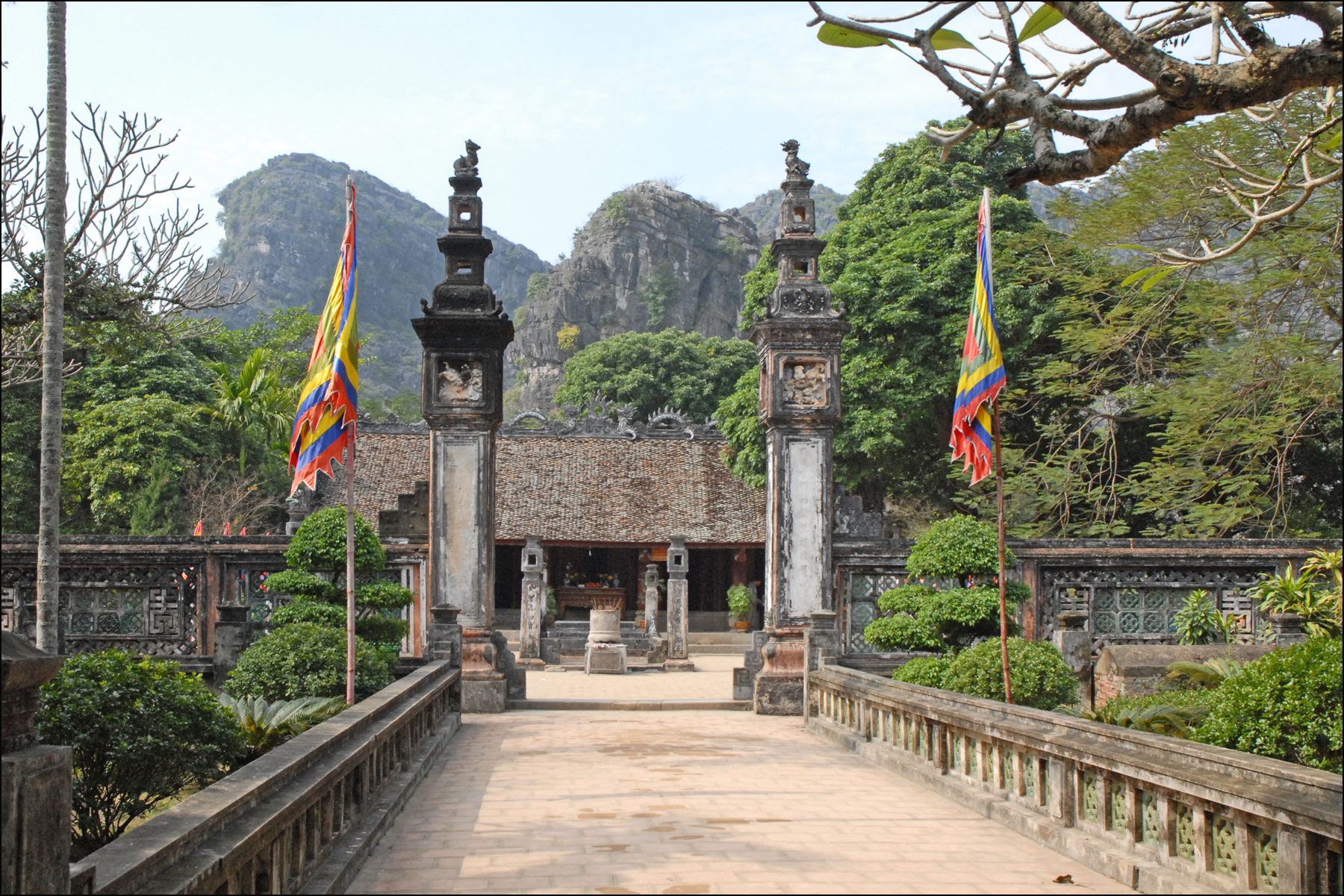
Hoa Lu-Ninh Binh
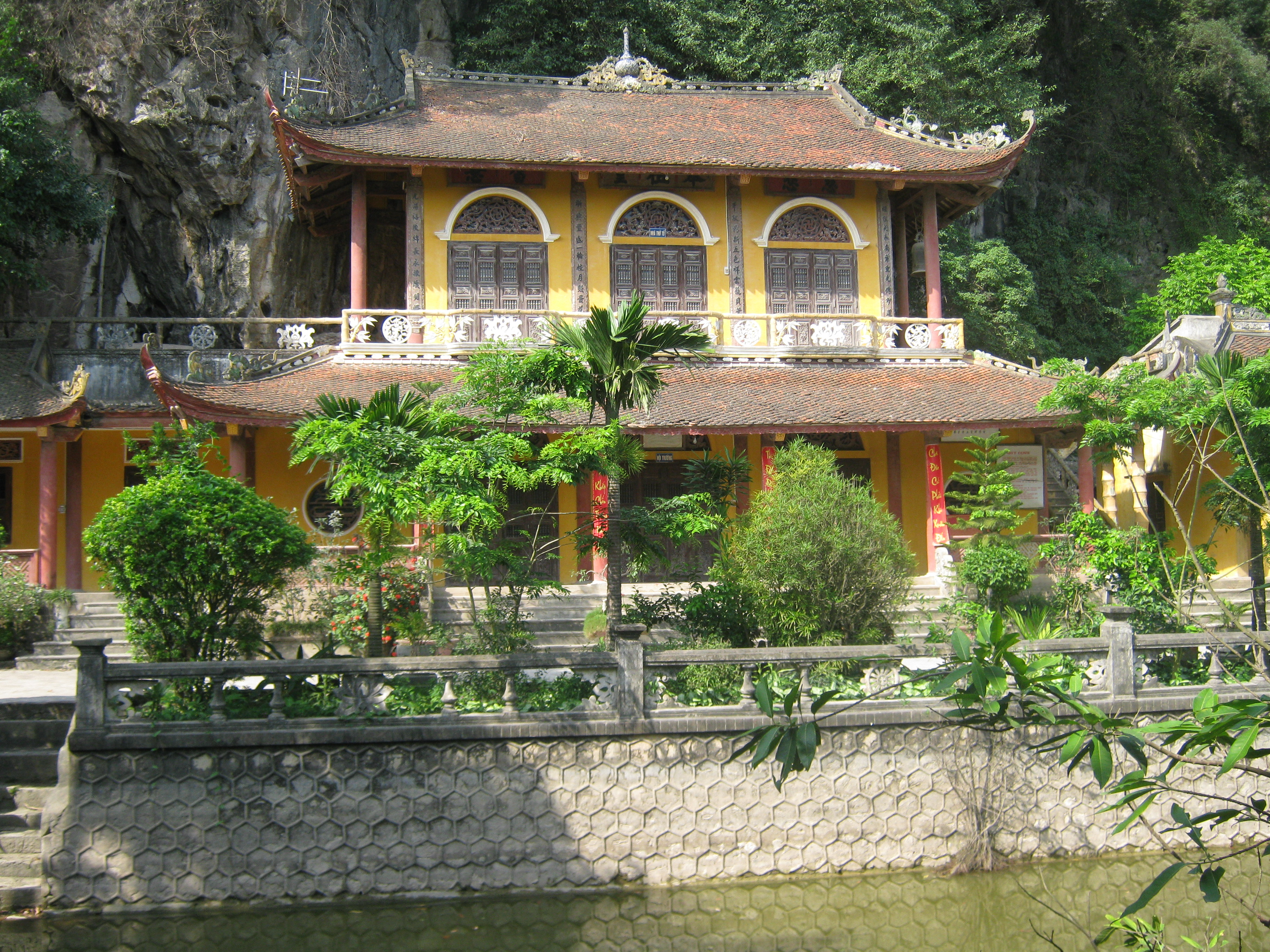
Dinh Long-Ninh Binh
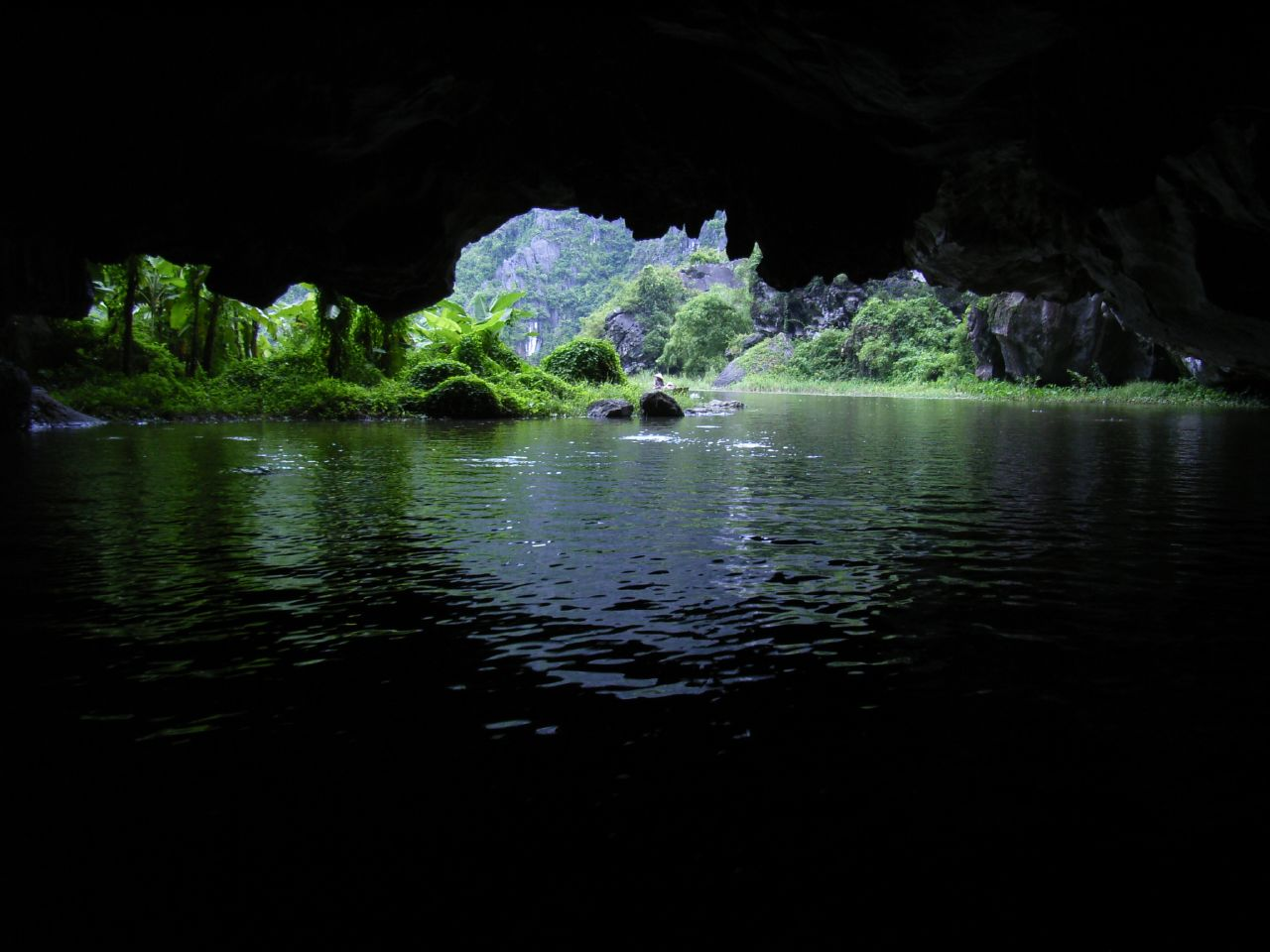
Tam Coc - Bich Dong